# Каравела
Каравелата е вид кораб с платна, като цяло лек и бързоходен. Притежава само една палуба, обикновено 3 мачти, но са съществували и такива с две или четири мачти. Кърмата е плоска.
Каравелата е била подходяща не само за Атлантика, но и за реките. Произходът на този кораб вероятно води началото си от средновековните португалски риболовни кораби, пригодени по това време и за по-далечни пътешествия около Африка. Поради високата си маневреност, бързина и устойчивост, те са били използвани многократно за експедиции в епохата на Великите географски открития. По-късно стават популярни сред пиратите и каперите, които се нуждаят точно от такова плавателно средство.
Постепенно се оформили три вида каравели, които се различават по ветрилното си стъкмяване.
- Каравела-Латина. На всяка мачта има триъгълно ветрило, като на първата е най-голямо, а на последната – най-малко.
- Каравела-Редонда. На първата мачта има четириъгълно ветрило, а на останалите – триъгълни.
- Каравела-Карака. На първата и втората мачта има четириъгълни ветрила, на третата – триъгълно. Имат и две допълнителни четириъгълни ветрила. Първото – под бушприта, второто — на втората мачта над основното ветрило. Тези каравели са с по-високи и дълги кърмови надстройки

## Велики географски открития
По време на Великите географски открития каравелите са широко използвани:
- С каравели Бартоломео Диаш достига южните брегове на Африка през 1486 година.
- Христофор Колумб открива Америка през 1492 година.
- Вашку да Гама достига Индия през 1498 година.
- Експедицията на Фернандо Магелан обикаля Земята през 1519 – 1522 година.

Известни са каравелите, с които плава Христофор Колумб – „Ниня“ и „Пинта“. „Пинта“ е най-бързият от трите кораба и любимият на Колумб. Това е тримачтов кораб, тежащ около 60 тона, с дължина 21 и ширина 7 m, с 26 души екипаж.